# The Showstoppers
The Showstoppers, amerikansk vokal soulgrupp (ofta klassad som northern soul) bildad i slutet på 1960-talet i Philadelphia, Pennsylvania bestående av syskonen Earl och Timmy Smith, och syskonen Alec och Laddie Burke (vilka var syskon med Solomon Burke). Gruppens största hit blev "Ain't Nothing But a House Party" 1968, men inte i USA, utan i England, där lokala DJs fått låten att sälja och ta sig upp på Englandslistans elfte plats.
Oturligt nog lyckades gruppen aldrig ta fasta på framgångarna (till stor del på grund av dålig vägledning, och att de inte gavs tillfälle att turnera Europa) så de la av kort efter.